# Hysterochelifer fuscipes
Hysterochelifer fuscipes är en spindeldjursart som först beskrevs av Banks 1909.  Hysterochelifer fuscipes ingår i släktet Hysterochelifer och familjen tvåögonklokrypare. Inga underarter finns listade i Catalogue of Life.